# عسکر (بنگلادش)
عسکر (به لاتین: Askar) یک روستا در بنگلادش است که در استان باریسال و در ناحیه باریسال واقع شده است.